# Tetracis aspilatata
Tetracis aspilatata är en fjärilsart som beskrevs av Achille Guenée 1858. Tetracis aspilatata ingår i släktet Tetracis och familjen mätare. Inga underarter finns listade i Catalogue of Life.